# Bavaria (Schiff, 1869)
Die Bavaria  war ein Dampfschiff der Königlich Bayerischen Staatseisenbahnen mit Heimathafen Lindau. Sie wurde als Glattdeckschiff 1869 in Dienst gestellt.

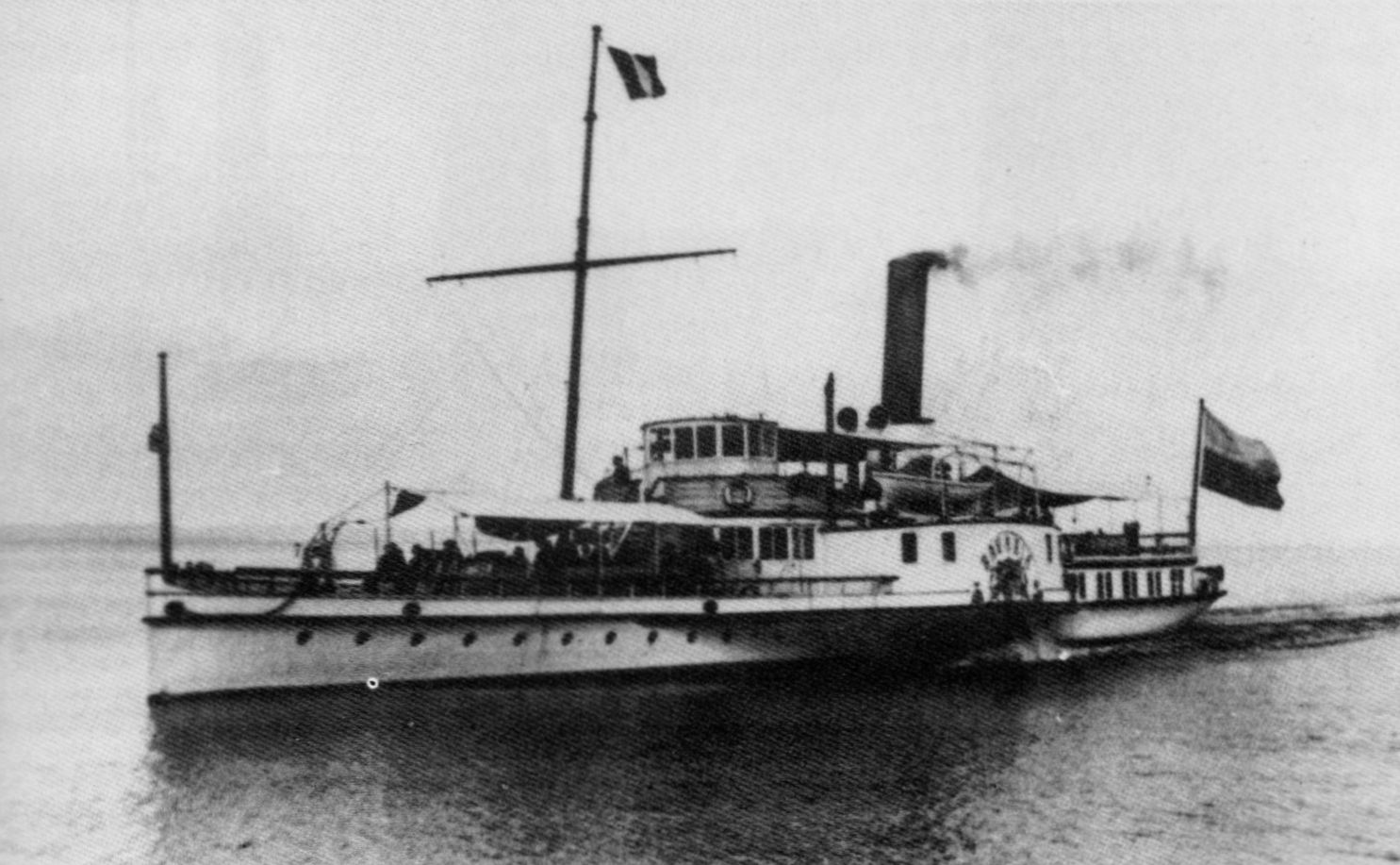
Die Bavaria als Salondampfer, spätestens 1912

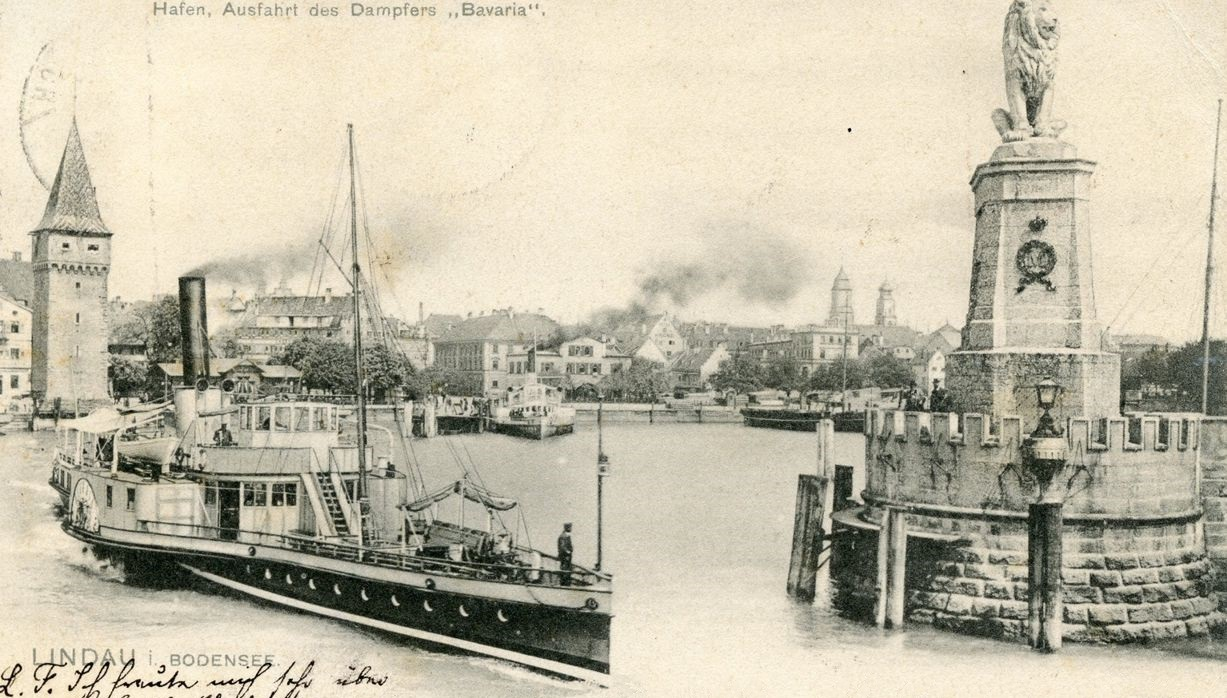
SD Bavaria um 1900 bei der Ausfahrt aus dem Lindauer Hafen

Die Bavaria, das zweite neue Dampfschiff der Bayerischen Staatseisenbahnen, war das erste deutsche Bodenseeschiff, das die Gebrüder Sulzer bauten. Sie ersetzte die 1864 gesunkene Jura.
Am 31. Januar 1880 unternahm die Bavaria eine Fahrt durch den beinahe zugefrorenen Bodensee nach Konstanz, die zwei Tage dauerte. Die Besatzung fuhr am 2. Februar mit dem Zug nach Lindau zurück, während die Bavaria bis zum 20. Februar in Konstanz verblieb.
1893 wurde die Bavaria in einen Halbsalondampfer umgebaut und war nach der Wittelsbach, der Prinz-Regent und der Rupprecht und dem vier Jahre vorher umgebauten SD Ludwig der fünfte bayrische Halbsalondampfer.
Die 43-jährige Dienstzeit des Schiffs endete am 2. August 1912, nachdem einen Tag zuvor der neue SD Bavaria in Dienst gestellt worden war. Dies war das einzige Mal, dass zwei Schiffe mit gleichem Namen unter Dampf standen. Die ausgemusterte Bavaria wurde im gleichen Jahr abgebrochen.

## Namensgebung
Das Schiff ist nach der Bavaria benannt, der weiblichen Symbolgestalt und weltlichen Patronin Bayerns. Bavaria ist der latinisierte Ausdruck für Bayern.